# Paragone (Kunsttheorie)

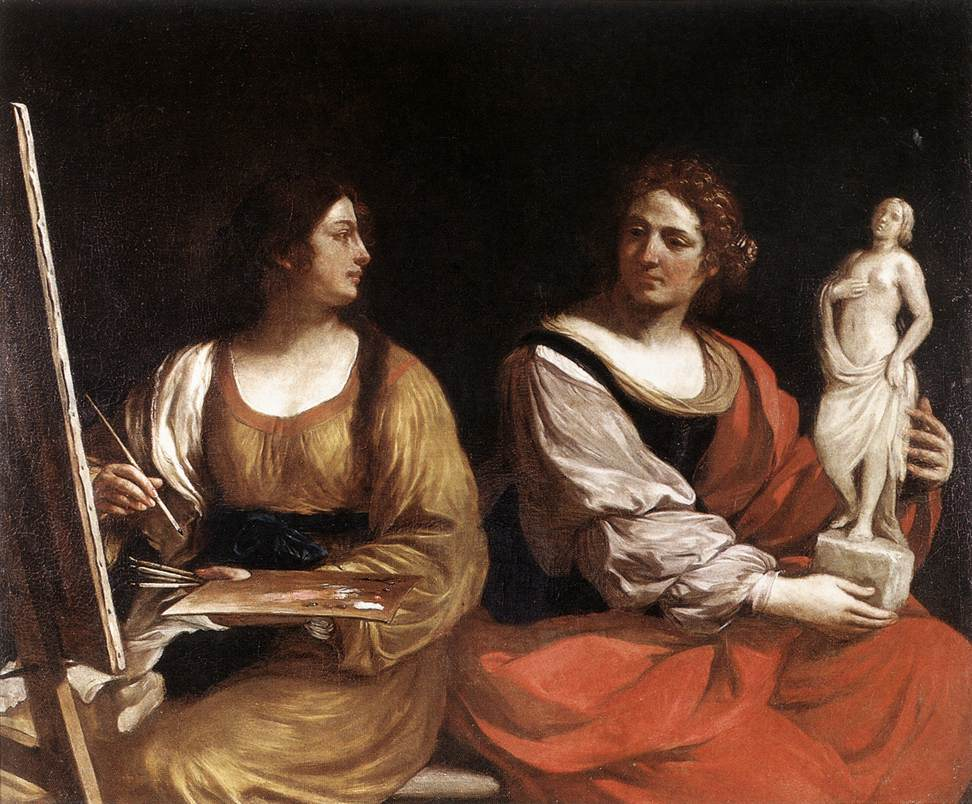
Guercino: Allegorie der Malerei und der Bildhauerei, 1637

Als Paragone (it.: Vergleich, Gegenüberstellung; verkürzt aus paragone delle arti) wird in der Kunstgeschichte der „Wettstreit der Künste“ vornehmlich in der Renaissance und im Frühbarock bezeichnet. Dabei ging es um die Vorrangstellung innerhalb der bildenden Künste und um das Verhältnis der Bildkünste zu anderen Schönen Künsten wie der Dichtkunst.

## Geschichte
Ausgehend von mehreren antiken Anekdoten, überliefert in der Historia naturalis von Plinius dem Älteren, entspann sich – nicht ohne Impulse durch Petrarca – in der zweiten Hälfte des 15. Jahrhunderts in Italien eine Debatte über die Frage, welche Kunstgattung aus ästhetischer Sicht und aufgrund des künstlerischen Könnens das Primat beanspruchen könne. Daran beteiligten sich Humanisten, Dichter, Musiker und führende Vertreter der bildenden Kunst. Ein Brennpunkt der Diskussionen war die Frage der Rangfolge von Malerei und Bildhauerei. Die heute in die italienische Hochsprache übertragene Bezeichnung des Streits, Paragone delle Arti, für die auch die Verbform paragonare existiert, leitet sich vom Namen des damals üblichen schwarzen Prüfsteins – dem Paragone – der Künstler ab.
Zu den Künstlern, die sich in Form von Traktaten am Paragone-Diskurs beteiligten, gehörten Leon Battista Alberti, Albrecht Dürer und Leonardo da Vinci, die alle der Malerei das Primat zusprachen, weil sie der von Fatica geprägten Bildhauerei intellektuell überlegen sei. Einen vergleichbaren Rang wie der Malerei attestierten sie höchstens der Reliefkunst – als der der Malerei am nächsten stehenden Ausdrucksform der Bildhauerei. Andere Künstlerautoren stellten durch exemplarische Kunstwerke den Vorrang der gewählten Gattung dar. Allen Künstlern war jedoch gemeinsam, dass sie die „mechanischen“ (bildenden) Künste rhetorisch als artes liberales zu nobilitieren und über die Konkurrenz ihre Stellung und ihr Leistungsvermögen zu definieren suchten. Damit wurde der Paragone für Künstler zu einem zentralen Vehikel der Selbstvergewisserung und -definition.
Einen Kulminationspunkt erreichte die Diskussion 1547 mit den Vorlesungen von Benedetto Varchi zu diesem Thema sowie der von diesem initiierten Umfrage unter namhaften Malern und Bildhauern, darunter Michelangelo und Giorgio Vasari. Sowohl seine eigenen Ausführungen als auch die Antwortschreiben der Künstler veröffentlichte Varchi 1549 in Florenz. Eine zweite Hochphase fand nach dem Tod Michelangelos (der sich für einen höheren Rang der Skulptur ausgesprochen hatte) im Jahr 1564 statt. Bildhauer wie Benvenuto Cellini wollten bei der Gestaltung seines Grabmals in Santa Croce, wo Personifikationen der Künste dargestellt wurden, dem Vorrang der Bildhauerei Ausdruck verleihen. Jedoch wurde die Accademia del Disegno zu diesem Zeitpunkt von Personen dominiert, die – wie vor allem Vasari – die Malerei favorisierten.

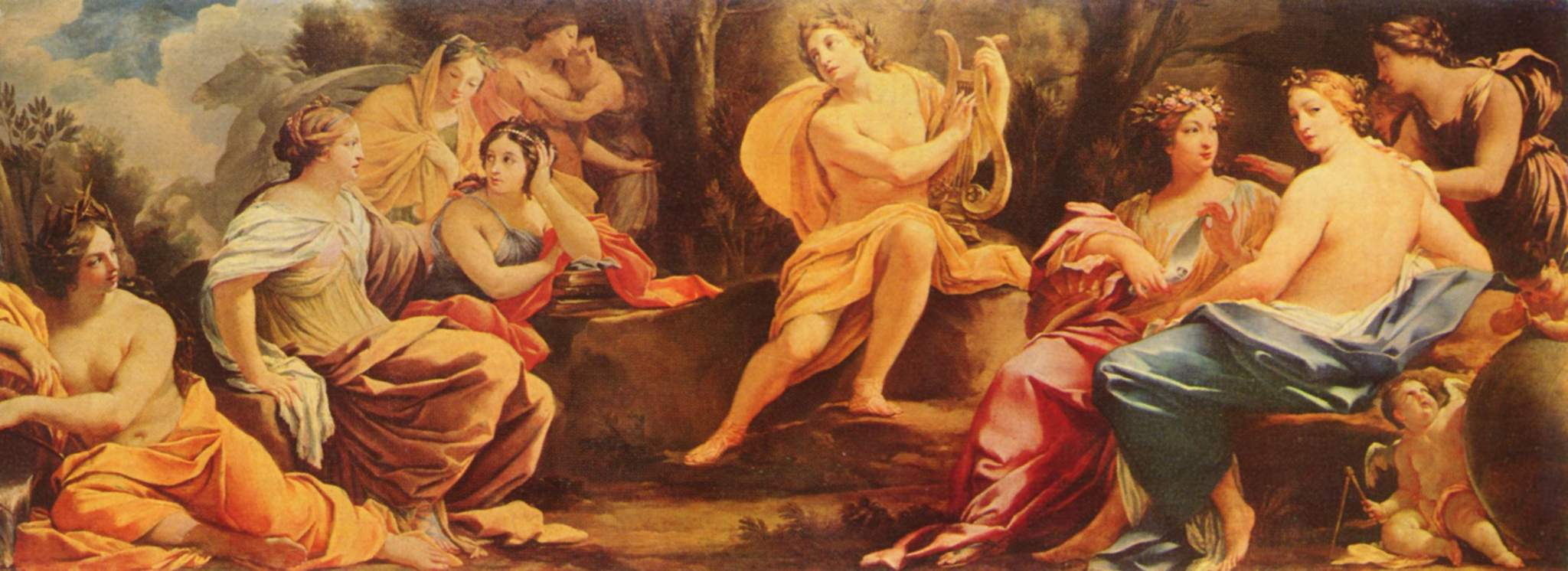
Simon Vouet: Allegorie der Künste, um 1730

Nach diesen beiden Hochphasen lebte der Paragone bis ins 20. Jahrhundert weiter, wobei je nach Autor und Epoche der Malerei oder der Bildhauerei der Vorrang zugesprochen wurde. So führte etwa die Hinwendung zur antiken Kunst im 18. Jahrhundert zu einer starken Aufwertung der Bildhauerei. In den späten der Paragone-Tradition angehörenden Traktaten, wie etwa dem Laokoon von Lessing, trat der im 16. Jahrhundert vorherrschende Wettstreit häufig in den Hintergrund; es ging nun mehr um eine Charakterisierung der einzelnen Kunstgattungen mit ihren Ausdrucks- und Wirkungsmöglichkeiten ohne prononcierte Wertung.

## Der Paragone am Beispiel von Spanien
Der spanische Paragone wurde viel später als der italienische ausgefochten und diente, „anders als in Italien, wo die Diskussion um die Anerkennung der Malerei als freie Kunst bereits um 1400 mit Cennino Cennini begonnen hatte und von Alberti und Leonardo programmatisch fortgeführt wurde“ – wobei alle grundlegenden materiellen Forderungen der Künstler bis um das Jahr 1500 erfüllt waren – hauptsächlich dazu, handfeste wirtschaftliche und soziale Interessen der spanischen Künstler gegenüber der Gesellschaft und ihren Eliten durchzusetzen. Die Initiatitive dazu ging fast gänzlich von den Malern aus, auf deren Vorwürfe die Bildhauer nur zögerlich reagierten. Auf Seiten der Maler erschienen Schriften von Francisco Pacheco del Río, Vicente Carducho und Jusepe Martínez (1600–1682). Die Bildhauer traten hauptsächlich mit dem Memorial der Bildhauer von Zaragoza in Erscheinung. Die Zurückhaltung der Bildhauer lässt sich mit ihrer bei Hof und Kirche gegenüber den Malern privilegierten Stellung erklären. Arbeitstätigkeiten, Löhne und Zuständigkeiten zwischen Bildhauern und Malern auf Kirchen- und Palastbaustellen waren genau geregelt, meist zu Ungunsten der Maler. Die für das spanische Siglo de Oro typischen polychromen Skulpturen, die nach der Herstellung noch bemalt werden mussten, um sie möglichst lebensecht erscheinen zu lassen, sicherte den Bildhauern diesen Vorteil. Die Maler, die nicht als Künstler, sondern als Handwerker galten und sich in Zunftverbände mit anderen wenig respektierten Berufen, wie z. B. den Schankwirten, einfügen mussten, fühlten sich übervorteilt und übergangen. Im Gegensatz zu Italien besaß Spanien keine Kunstakademie. Die meisten Maler waren gezwungen, nebenbei ein kaufmännisches Gewerbe zu betreiben. Viele handelten auch mit Kunst anderer Maler. Der spanische Paragone wurde daher von den Malern einerseits juristisch vor Gericht (deposiciones) und mit Bittschriften (memoriales) an König und Staatsrat, andererseits mittels der Traktat- und Vitenliteratur ausgefochten. Gemälde, die den Paragone – wie in Italien – direkt thematisierten, entstanden jedoch kaum. 1597, 1625 und 1677 klagten Maler gerichtlich mit Erfolg gegen die Pflicht, Soldaten für die Armee stellen und ausrüsten zu müssen. 1606 klagte El Greco – der private Aufzeichnungen zum Paragone hinterließ – gegen eine Steuerforderung. 1621 drohten Maler mit einer Klage vor der Real Audiencia gegen den Bildhauer Juan Martínez Montañés, weil dieser bei Bauarbeiten die Maler hintergangen hatte. 1625 bis 1633 führten Vicente Carducho und weitere Maler in Madrid einen erfolgreichen Prozess gegen alcabala-Forderungen (Steuerforderungen) auf den Verkauf selbst gemalter Werke. 1647 und 1666 wurden Maler gerichtlich verurteilt, weil sie sich geweigert hatten, Pflichten und finanzielle Lasten in religiösen Bruderschaften (confradías) zu übernehmen.
Forderungen der Maler im Paragone:
- Anerkennung der Malerei als „arte liberal y noble“ (dt. etwa: freie und edle Kunst) mit eigenem Zunftstand
- Befreiung von der Verkaufsteuer alcabala von 14 %[9] auf Handwerksgüter und der Steuer auf sakrale Bilder[9]
- Besserstellung gegenüber den steuerlich begünstigten „profesores [Ausübenden] de los artes liberales“
- Befreiung von militärischen und kirchlichen Dienstpflichten und Ersatzleistungen (Finanzierung von Soldaten)[9]
- Gründung von Akademien für eine bessere Ausbildung und eine Verbesserung des disegno
- Erteilung der Aufträge an einheimische Maler, statt an ausländische, hauptsächlich italienische Künstler
- Verleihung von Adelstiteln[9] (erhöhte Rechtssicherheit), Ehrungen und Preisen an Maler
- Bildhauer sollen bei gemeinsamen Projekten nicht über die Arbeit der Maler und über deren Bezahlung urteilen dürfen

### Francisco Pacheco
Auf kunsttheoretischem Gebiet machte Francisco Pacheco zuerst 1622 mit dem Kurztraktat A los profesores [Ausübende] del Arte de la Pintura und später mit dem längeren El Arte de la Pintura su antiguedad y grandezas (Sevilla 1649), auf sich aufmerksam. Als Schwiegervater Diego Velázquez‘ war sein Engagement hauptsächlich auf die Adelung seines früheren Lehrlings bedacht. Vielfach handelt es sich bei Pachecos Aussagen um wenig fundierte Polemiken, gerade damit waren sie jedoch zielführend. Seine Schrift von 1649 ist das umfangreichste spanische Malereitraktat des 17. Jahrhunderts.
1622 – die enthaltenen Aussagen sind:
- Die Malerei besitzt eine höhere nobleza.[9]
- Die Malerei ist älter als die Bildhauerei.[9]
- Gott war der erste Maler: „Weltenmaler“[13] bzw. „Menschenmaler“ (deus pictor).[9]
- Die Malerei zählt zu den „artes liberales“.[9]
- Die Malerei ist überlegen, weil sie von Adligen, Philosophen, Königen und Kaisern ausgeübt wurde.[9]
- Die Malerei erfordert fatica d’ingenio, die Bildhauerei lediglich fatica del corpo.[9]
- Die Malerei ist die für die Kirche nützlichere Kunst.[9]
- Die Malerei ahmt die Natur mittels Linien und Farben nach.[9]
- Die Malerei stellt „passiones y afectos del animo“ besser dar als die Bildhauerei.[9]
- Die Bildhauer sind von den Malern abhängig, um polychrome Skulpturen herzustellen.[9]
- Die perfezione der Malerei vermag die Betrachter (zur Erzeugung religiöser Gefühle)[13] zu täuschen.[9]
- Die Malerei besitzt universalità.[9]
- Die Maler erhalten mehr königliche Gunstbeweise als die Bildhauer.[9]

1649 – die darin neuen Aussagen sind:
- Es gibt weniger Bildhauer als Maler, weil die Malerei „attraktiver auszuüben“ ist.[9]
- Der Wert des zu verarbeitenden Materials (z. B. Marmor) ist für den Rang der Kunst nicht entscheidend.[9]
- Auch ein Freskenmaler darf, so wie der Bildhauer, bei der Arbeit keine Fehler machen.[9]
- Die Maler haben schon vor den Bildhauern gezeichnet.[9]
- Die Malerei gehörte schon in der Antike zu den «artes liberales».[9]
- Die Malerei besitzt „Simultanität“.[9]
- Die „Allansichtigkeit“ der Malerei ist kunstvoller als jene der Bildhauerei.[9]
- Die Malerei besitzt einen höheren Schwierigkeitsgrad (difficoltà) durch Licht, Schatten und perspektivische Verkürzung.[9]

### Vicente Carducho
Als zweitwichtigster spanischer Kunsttheoretiker seiner Zeit begründete der in Florenz geborenen Vicente Carducho die spanische Vitenliteratur, nach dem Vorbild Giorgio Vasaris. Diálogos de la Pintura, su defensa, origen, essencia, definición, modos y diferencias (dt. etwa: Dialoge der Malerei, ihre Verteidigung, Herkunft, Wesen, Definition, Erscheinungsformen und Unterscheidungen) erschienen 1633 in Madrid. Darin legte er ebenfalls die Vorzüge der Malerei gegenüber der Bildhauerei dar.
1633 – die von Carducho eingebrachten und nicht bei Pacheco enthalten Argumente sind:
- Malen ist ein acto de entendimiento.[9]
- Die Malerei verwandelt Materialien von geringem Wert in solche von hohem Wert.[9]
- Die Dauerhaftigkeit der Skulptur (durata, eternità) ist keine künstlerische Leistung.[9]
- Es ist viel kunstvoller, in der gemalten Fläche die Dreidimensionalität nachzuahmen, als mit der dreidimensionalen Skulptur das bereits Dreidimensionale wiederzugeben.[9]
- Dass Bildhauer keine Fehler machen dürfen, hat nichts mit der Kunst zu tun.[9]
- In der Malerei können mehr „Figuren“ dargestellt werden als in der Bildhauerei.[9]
- Skulpturen sind teuer weil das Material teuer ist.[9]
- Die Malerei leistet eine bessere Naturnachahmung.[9]
- Die Malerei besitzt perfezione, denn mit der Farbe zeigt sie Charakter und Gefühle.[9]

### Jusepe Martínez
Als dritter Autor des Paragone in Spanien konnte Jusepe Martínez aus Saragossa nur lokal Einfluss gewinnen. Sein Werk Discursos practicables del nobilísimo arte de la Pintura (dt. etwa: Praktische Diskurse der alleredelsten Kunst der Malerei), geschrieben etwa 1673, wurde erst 1853 publiziert. Martínez stellt sich auch auf den Standpunkt der Überlegenheit der Malerei. Im Gegensatz zu seinen Mitstreitern würdigt er aber auch die Arbeit der Bildhauer in einem eigenen Kapitel seines Buches.

### Antwort der Bildhauer imParagone
1677 erscheint das Memorial der Bildhauer von Zaragoza. Die Bildhauer, die sich lange passiv verhalten hatten, mussten erkennen, dass sie nun gegenüber den Malern benachteiligt waren. 1677 war den Malern nämlich per königlichem Dekret die Anerkennung der Malerei als „arte liberal y noble“ zuerkannt worden. Damit verbunden war die prinzipielle Berechtigung, Adelstitel und Hofämter zu erwerben (de facto weiterhin sehr schwierig, wie das Beispiel von Diego Velázquez zeigt). Die Bildhauer wollten ebenfalls von dieser Erweiterung ihrer Rechte profitieren, zumal der Adel umfangreiche Vorrechte besaß.
- Beide Künste haben das gleiche Objekt und Ziel, nämlich die Naturnachahmung.[9]
- Beide Künste sind gleichwertig, sie sind „freie und noble Künste“.[9]
- Der Vorteil der Skulptur ist die Wahrheit, im Gegensatz zur Lüge der Malerei.[9]
- Die Skulptur erreicht die perfezione leichter, weil sie keine Farbe benötigt.[9]
- Bildhauer sind gleichzeitig auch Maler, während die Maler keine Bildhauer sind.[9]
- Maler benötigen das Beispiel der Skulptur um die Verkürzung darzustellen.[9]
- Auch die Bildhauer leisten bei der Vorbereitung der Werke eine geistige Arbeit.[9]
- Gott war der erste Bildhauer.[9]
- Heilige, Herrscher und Philosophen waren als Bildhauer tätig.[9]
- Auch die Skulptur ist von hohem Nutzen für Staat, Herrscher und Kirche.[9]

### Historische Traktate
- Leonardo da Vinci: Trattato della Pittura. Vicenza 2000.
- Benedetto Varchi: Paragone. Rangstreit der Künste. Italienisch und Deutsch. Übersetzt und kommentiert von Oskar Bätschmann und Tristan Weddigen. Wissenschaftliche Buchgesellschaft, Darmstadt 2013, ISBN 978-3-534-21637-6.
- Jusepe Martínez: Discursos practicables del nobilísimo arte de la pintura [um 1673], (engl. Practicable Discourses of the Most Noble Art of Painting). Ed. by María Elena Manrique Ara. Preface by Bonaventura Bassegoda. Madrid: Ediciones Cátedra 2006.

### Forschungsliteratur
- Eric Achermann:  Zur Bedeutung des 'Paragone delle arti' für die Entwicklung der Künste. In: Herbert Jaumann (Hrsg.): Diskurse der Gelehrtenkultur in der Frühen Neuzeit. Ein Handbuch. de Gruyter, Berlin / New York 2011, S. 179–209.
- Sabine Blumenröder: Andrea Mantegna. Die Grisaillen; Malerei, Geschichte und antike Kunst im Paragone des Quattrocento. Gebrüder Mann, Berlin 2008, ISBN 978-3-7861-2558-7 (überarbeitete Dissertation Universität Hamburg 1999).
- Beth Cohen: Paragone. Sculpture versus painting, Kaineus and the Kleophrades Painter. In: Ancient Greek art and iconography. Madison, Wisc. 1983, S. 171–192.
- Sabine Hentschel: Der Wettstreit um die Lebendigkeit. Pygmalion und der Paragone im 19. Jahrhundert. Jena 2010.
- Ingo Herklotz: Paragone und maraviglia am Grabmal Urbans VIII. von Gian Lorenzo Bernini. In: Gerd Blum (Hrsg.): Pendant Plus. Praktiken der Bildkombinatorik. Reimer, Berlin 2012, S. 263–280. ISBN 978-3-496-01449-2.
- Stefan Hess: Der bürgerliche Paragone. In: ders.: Zwischen Winckelmann und Winkelried. Der Basler Bildhauer Ferdinand Schlöth (1818–1891). Berlin 2010.  S. 47–54, ISBN  978-3-86805-954-0 (überarbeitete Dissertation Basel 2007).
- Christiane J. Hessler: Zum Paragone. Malerei, Skulptur und Dichtung in der Rangstreitkultur des Quattrocento. De Gruyter, Berlin, 2014, ISBN 978-3-05-006100-9.
- Ekkehard Mai, Kurt Wettengl (Hrsg.): Wettstreit der Künste. Malerei und Skulptur von Dürer bis Daumier. Edition Minerva, Wolfratshausen 2002, ISBN 3-932353-58-7 (Katalog der gleichnamigen Ausstellung, Haus der Kunst, München, 1. Februar bis 5. Mai 2002).
- Martin Miersch: Marc-Antoine Charpentiers Kurzoper „Les arts florissants“. Zum Wettstreit der Künste in einer Barockoper. In: Sabine Heiser, Christiane Holm (Hrsg.): Gedächtnisparagone. Intermediale Konstellationen. (Formen der Erinnerung. Band 42.) V & R Unipress, Göttingen 2010, S. 169–190, ISBN 978-3-89971-554-5.
- Rudolf Preimesberger: Paragons and paragone. Van Eyck, Raphael, Michelangelo, Caravaggio, Bernini. Los Angeles: Getty Museum 2011, ISBN 978-0-89236-964-5.
- Renate Prochno: Konkurrenz und ihre Gesichter in der Kunst. Wettbewerb, Kreativität und ihre Wirkungen. Berlin: de Gruyter, 2006, ISBN 978-3-05-004230-5.
- Andreas Schnitzler: Der Wettstreit der Künste. Die Relevanz der Paragone-Frage im 20. Jahrhundert. Berlin: Reimer 2007, ISBN 978-3-496-01366-2.
- Annette Simonis: Der Vergleich und Wettstreit der Künste. Der „Paragone“ als Ort einer komparativen Ästhetik. In: Achim Hölter (Hrsg.): Comparative Arts. Universelle Ästhetik im Fokus der vergleichenden Literaturwissenschaft. Synchron Edition, Heidelberg 2011,  S. 73–86, ISBN 978-3-939381-41-9.
- Christine Tauber: Paragone. In: Stefan Jordan, Jürgen Müller (Hrsg.): Lexikon der Kunstwissenschaft. Hundert Grundbegriffe. Reclam, Stuttgart 2012, ISBN 978-3-15-010844-4.
- Joseph Jurt: Les Arts rivaux. littérature et arts visuels d’Homère à Huysmans. Paris: Classiques Garnier 2018, ISBN 978-2-406-07981-1.
- Gudrun Swoboda (Hrsg.): Idole & Rivalen – Künstlerischer Wettstreit in Antike und Früher Neuzeit. Wien: Kunsthistorisches Museum 2022, ISBN 978-3775753982.